# Edmund F. Robertson
Edmund Frederick Robertson FRSE (sinh ngày 1 tháng 6 năm 1943 ở St Andrews, Scotland) là một giáo sư danh dự về toán học thuần túy của Đại học St. Andrews.

## Gia đình
Ông sống ở nhà với vợ Helena, và con trai David.